# توبي جنكينز
توبي جنكينز (بالإنجليزية: Toby Jenkins)‏ هو لاعب كرة الماء أسترالي، ولد في 26 نوفمبر 1979 في بريزبان في أستراليا.

## وصلات خارجية
- توبي جنكينز على موقع الاتحاد الدولي للسباحة (الإنجليزية)
- توبي جنكينز على موقع اللجنة الأولمبية الدولية (الإنجليزية)
- توبي جنكينز على موقع أوليمبيديا (الإنجليزية)
- توبي جنكينز على موقع اللجنة الأولمبية الأسترالية (الإنجليزية)